# Schodolez
Schodolez je mobilní zařízení s motorkem, které je možno připevnit k invalidnímu vozíku, aby doprovodná osoba mohla snadno vyvézt vozíčkáře do schodů nebo do svahu.
Schodolezy bývají kolečkové nebo pásové. Obvykle se dají složit a vozit v kufru auta, některé vozíky jsou už schodolezem vybavené trvale. Mají motor na baterii, díky kterému může vyvézt po schodech tělesně postiženou osobu i nepříliš zdatný asistent.
Některé schodolezy se používají na transport těžkých předmětů (např. skříní) v domech, kde není výtah.